# Claudio Pistolesi
Claudio Pistolesi, né le 25 août 1967 à Rome, est un ancien joueur de tennis professionnel italien.

## Carrière
Grand espoir du tennis après son titre de champion du monde junior en 1985, il ne confirme jamais au haut niveau.
Il atteint une place de 71e mondial en 1987, année où il dispute - et remporte - sa seule finale ATP, du côté de Bari. Il réussit ses meilleures performances sur terre battue en atteignant notamment le quart de finale au tournoi de Monte-Carlo, où il bat Mats Wilander. À Roland-Garros en 1989, il atteint les seizièmes de finale.
Il a été l'entraîneur d'Anna Smashnova (dont il a aussi été l'époux), d'Ai Sugiyama, de l'ancienne numéro un mondiale Monica Seles et, à partir de décembre 2010, du Suédois Robin Söderling.

## Palmarès

### Titre en simple messieurs
| No | Date       | Nom et lieu du tournoi          | Catégorie | Dotation | Surface      | Finaliste             | Score         |  |
| -- | ---------- | ------------------------------- | --------- | -------- | ------------ | --------------------- | ------------- |  |
| 1  | 06-04-1987 | Tournoi de tennis de Bari, Bari |           | 89 400 $ | Terre (ext.) | Francesco Cancellotti | 6-7, 7-5, 6-3 |  |

### Finale en double messieurs
| No | Date       | Nom et lieu du tournoi                 | Catégorie | Dotation | Surface      | Vainqueurs                      | Partenaire  | Score    |  |
| -- | ---------- | -------------------------------------- | --------- | -------- | ------------ | ------------------------------- | ----------- | -------- |  |
| 1  | 16-05-1988 | Tournoi de tennis de Florence Florence |           | 93 400 $ | Terre (ext.) | Javier Frana Christian Miniussi | Horst Skoff | 7-6, 6-4 |  |